# Marzano Appio
Marzano Appio è un comune italiano di 1 975 abitanti della provincia di Caserta in Campania.

## Geografia fisica
Si trova a circa 300 m s.l.m., alle pendici del vulcano Roccamonfina, immerso in distese foreste di castagno, frutto tipico della zona.
Il territorio è composto da vari centri abitati e frazioni di cui il più importante è Grottola, dove è situato il municipio e risiede la maggior parte della popolazione. Sia i cartelli di delimitazione del centro abitato che lo statuto comunale utilizzano il toponimo Marzano Appio per identificare la frazione capoluogo; di conseguenza non si tratta di un comune sparso.
Il comune fa parte del Parco naturale Roccamonfina-Foce del Garigliano, istituito nel 1993, e della Comunità montana Monte Santa Croce.

## Storia

### Simboli
Lo stemma e il gonfalone sono stati concessi con decreto del presidente della Repubblica del 23 gennaio 1986.
La figura del castello ricorda l'antico fortilizio eretto in difesa degli abitanti di Terracorpo; nel capo è ripreso il blasone della famiglia Marzano (d'argento, alla croce potenziata di nero.) che fu per vari secoli feudataria del territorio.
Il gonfalone è un drappo troncato di azzurro e di bianco.

## Monumenti e luoghi d'interesse
- Castello di Terracorpo. Situato in frazione Terracorpo, era di proprietà della famiglia Marzano, nobili del Regno di Napoli.
- Chiesa del Carmine, con affresco in località Vallecupa
- Lago delle Corree. Piccolo lago di origine vulcanica che si trova a poca distanza dal percorso della Strada Statale 6 Casilina.
- Parrocchia di San Sebastiano. Chiesa principale del paese, con annesso campanile.
- Piazzetta Norma Di Sandro, la piazza storica più volte ampliata e risistemata del principale nucleo del paese, la Frazione Grottola, dedicata e intitolata nel 2018 alla più piccola vittima del naufragio della turbonave italiana Andrea Doria, deceduta dopo un disperato intervento chirurgico cui venne sottoposta per le conseguenze di un grave trauma cranico, nel Brighton Marine Hospital di Boston, il 27 luglio 1956.
- Cappella funeraria, costruita nel Cimitero di San Bernardino in prossimità della Fraz. Ameglio nel 1995 su progetto dell’architetto-artista Ermanno Di Sandro, totalmente realizzata di primo getto in cemento bianco nelle sue conformazioni, nicchie e complesse alternanze di superfici concavo-convesse, documentata e pubblicata, poco lontana dal sepolcro di Norma Di Sandro.

## Società

### Evoluzione demografica
Abitanti censiti

### Tradizioni e folclore
La maggior parte delle feste e della manifestazioni si tiene nel periodo estivo.
La festa di Sant'Antonio è la principale del paese e si tiene ogni anno nella seconda metà di agosto. L'ultimo giorno della festa è caratterizzato dal cosiddetto Incendio del Campanile, uno spettacolo pirotecnico che simula appunto l'incendio del campanile della chiesa di San Sebastiano.
La tradizionale fiera di San Giacomo si tiene il 25 e 26 luglio; fu istituita nel 1299 dal re di Napoli Carlo d'Angiò. Si vendono gli oggetti e prodotti tipici della zona. La fiera si chiude con una sfilata di sbandieratori, che si esibiscono nelle strade principali del paese e infine nella piazza Mercato.

## Infrastrutture e trasporti
Il territorio comunale è attraversato dall'autostrada A1 Milano Napoli nei pressi del casello di Caianello e dalla Strada statale 6 Via Casilina.

## Sport

### Calcio
La squadra rappresentante il paese è l'Atletico Marzano Appio, fondata nel Settembre del 2014.
Il team ha militato per quattro anni nei Campionati amatoriali CSI della provincia di Cassino (primo anno) e Caserta, collezionando 2 Trofei CSI Caserta nelle stagioni 2016/17 e 2017/18, una coppa Fair-Play (2015/16) ed accedendo a 3 Fasi Regionali CSI.
L'Atletico Marzano Appio, squadra di calcio che prende il nome dall'omonimo paese dell'Alto Casertano, nasce ufficialmente nel Settembre del 2014 ed è iscritta al Campionato CSI di Caserta

## Galleria d'immagini

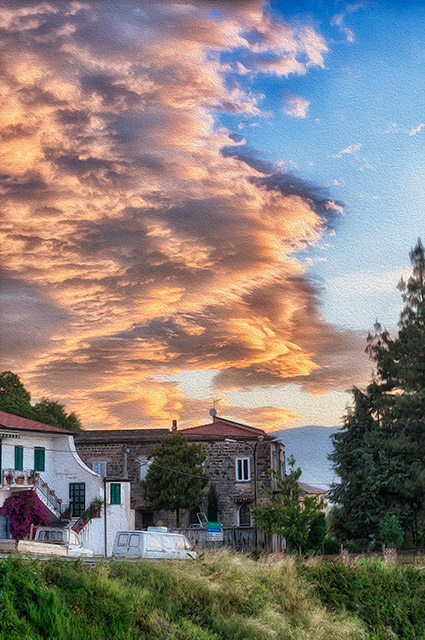
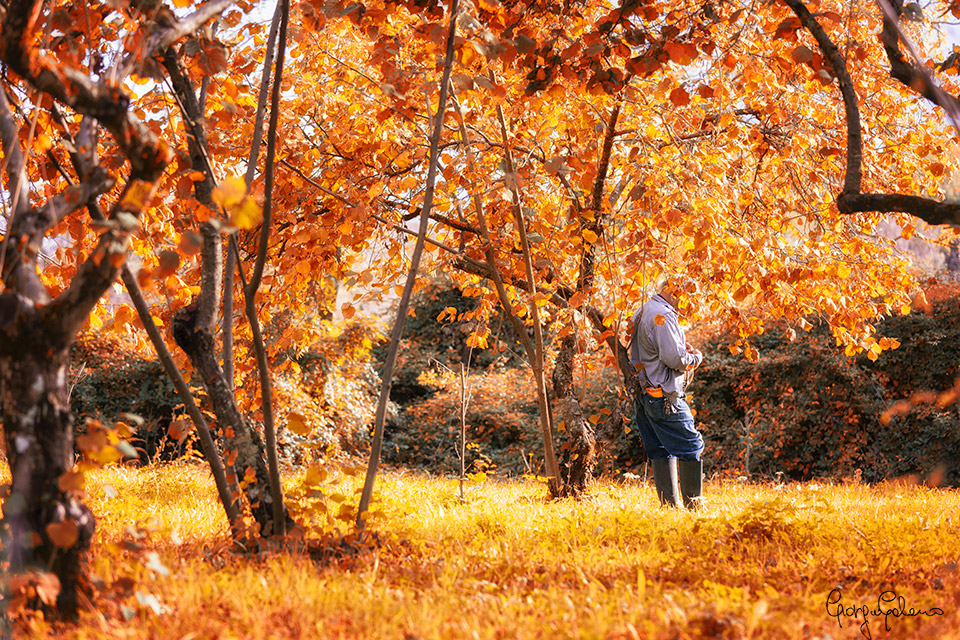
Un contadino si riposa sotto il sole autunnale
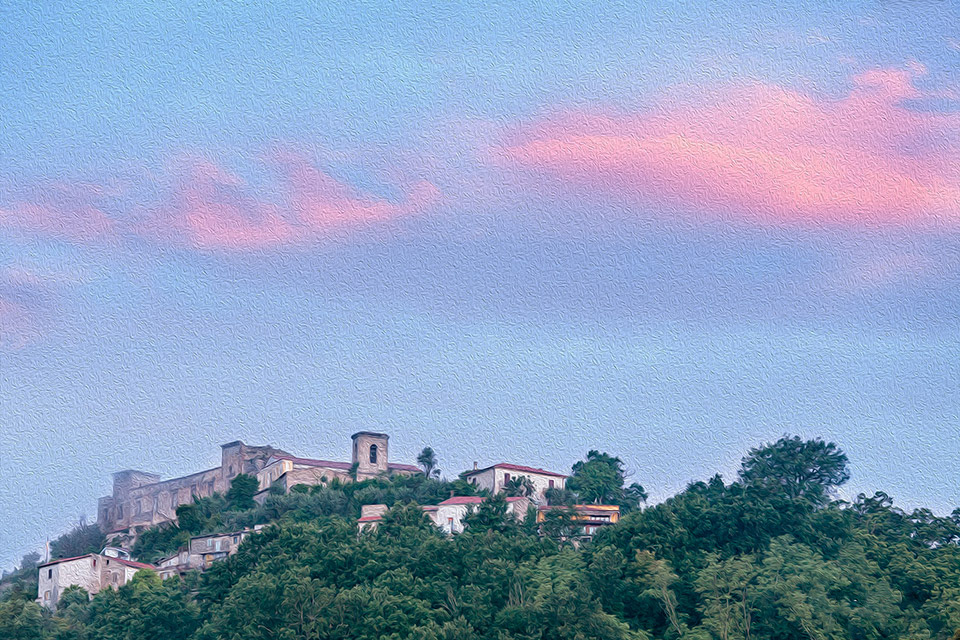
Marzano-Appio-Castello di Terracorpo all'alba
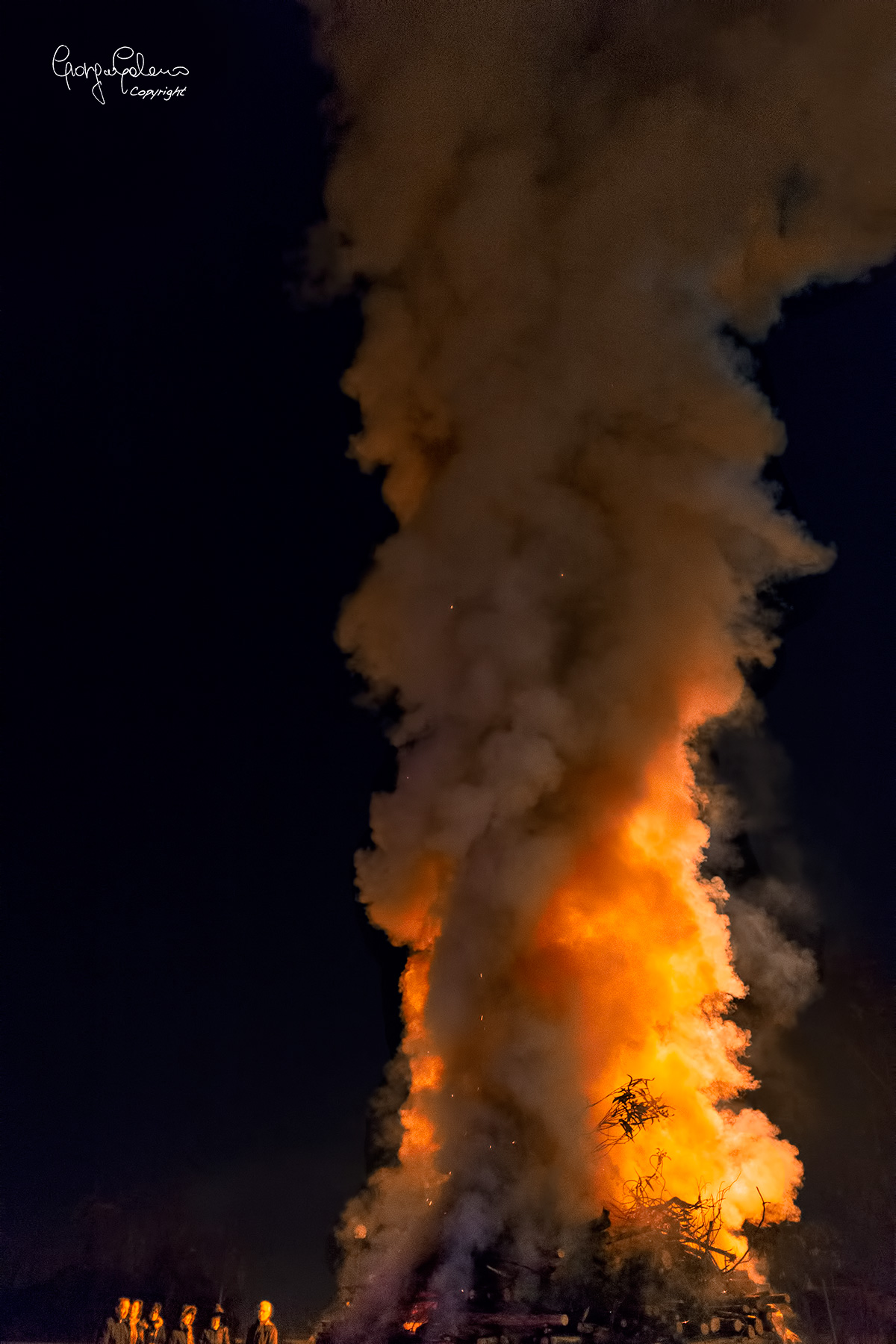
Marzano Appio - Festeggiamenti di Santa-Lucia
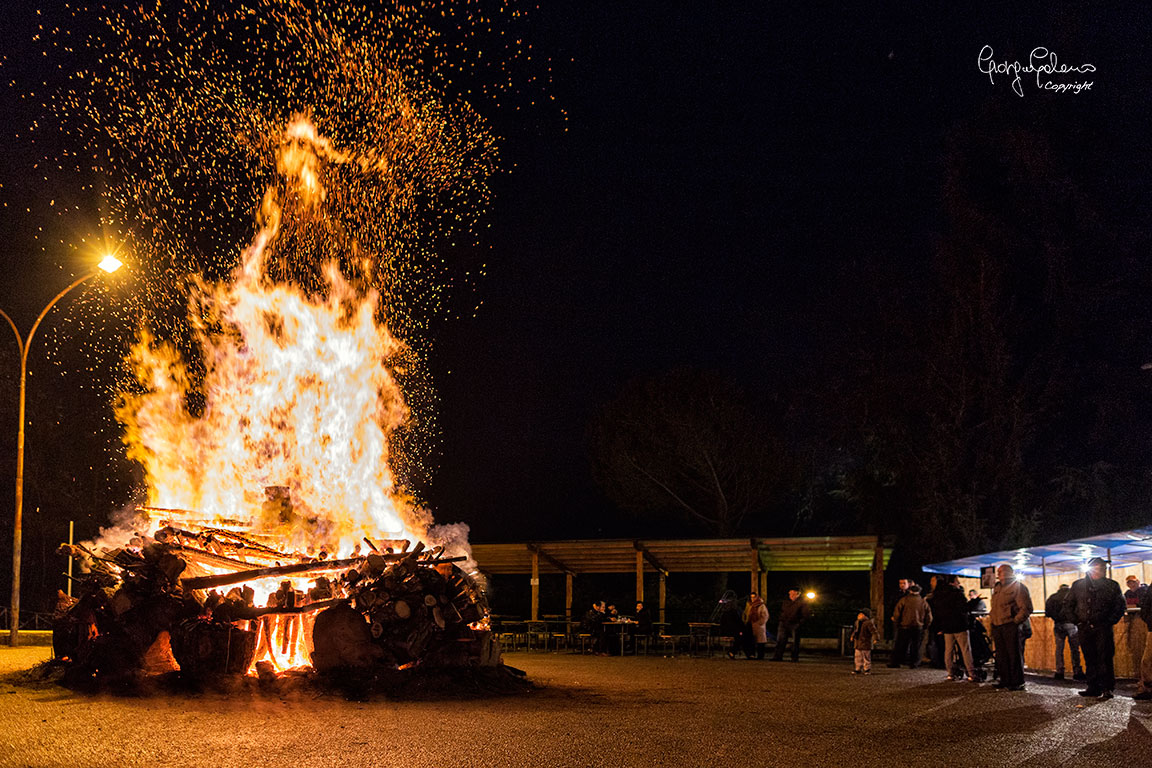
Marzano Appio-Fuoco-santa-lucia
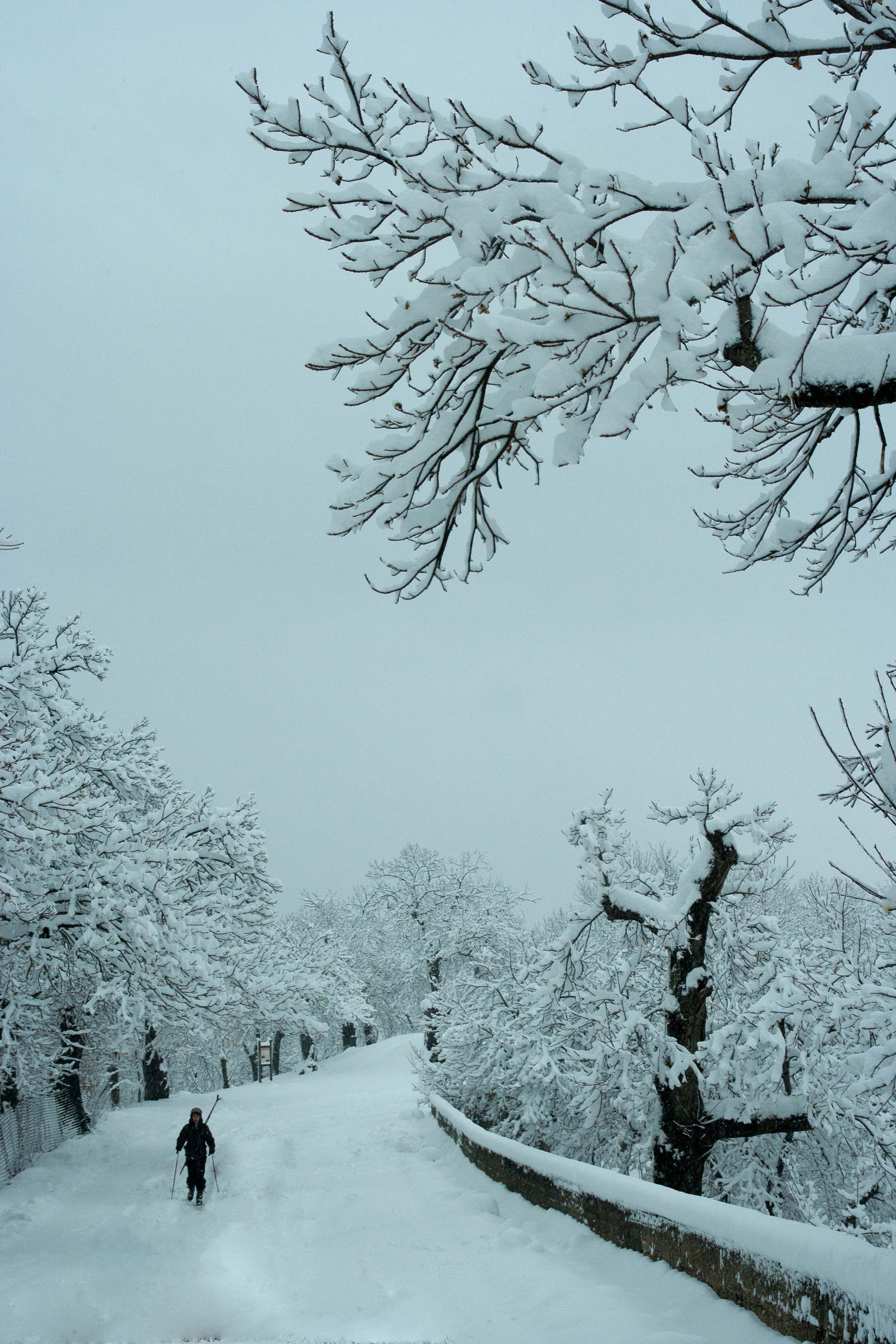
Marzano Appio - Inverno
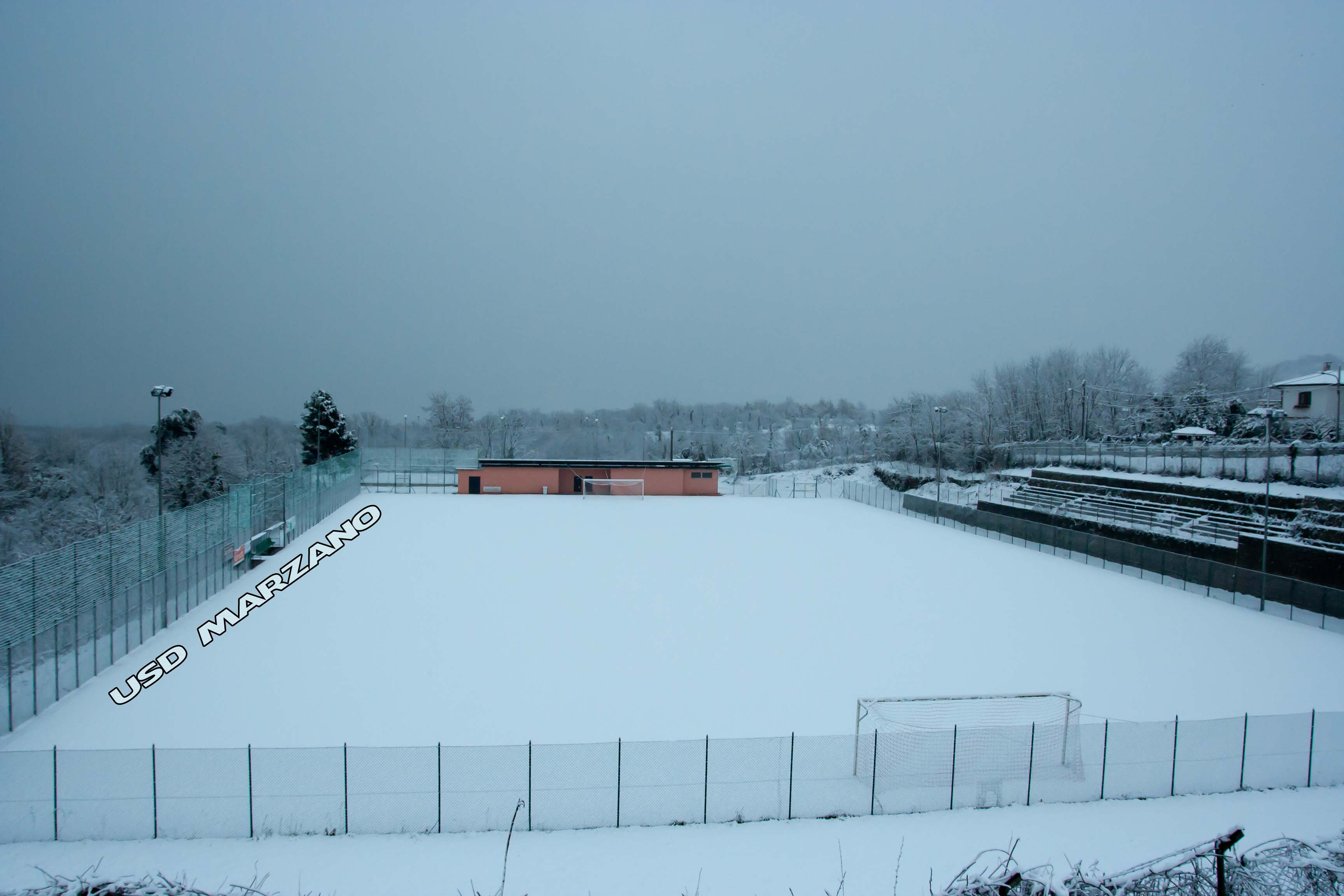
Marzano Appio -Campo di calcio in inverno
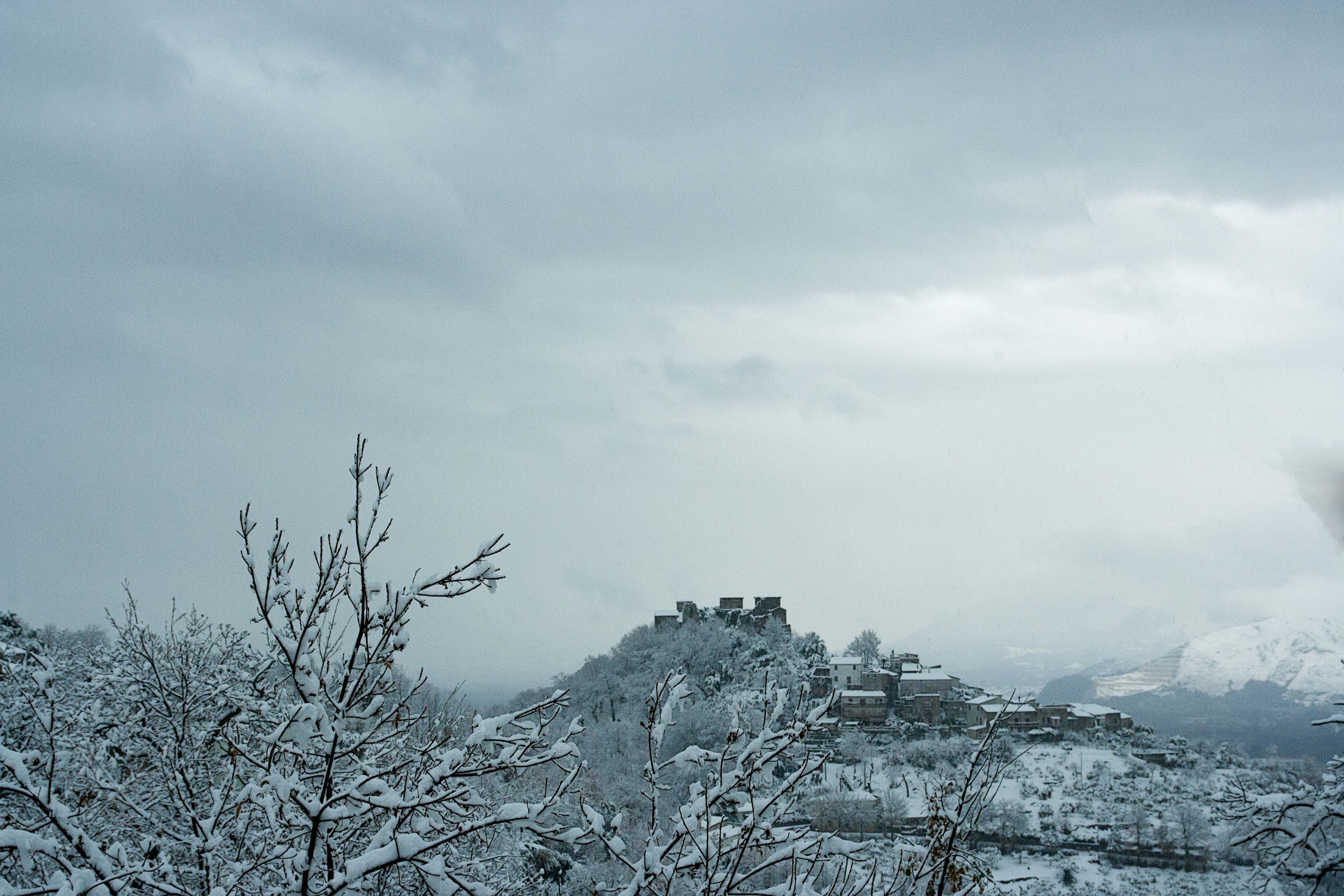
Marzano Appio - Vista della frazione di Terracorpo in inverno
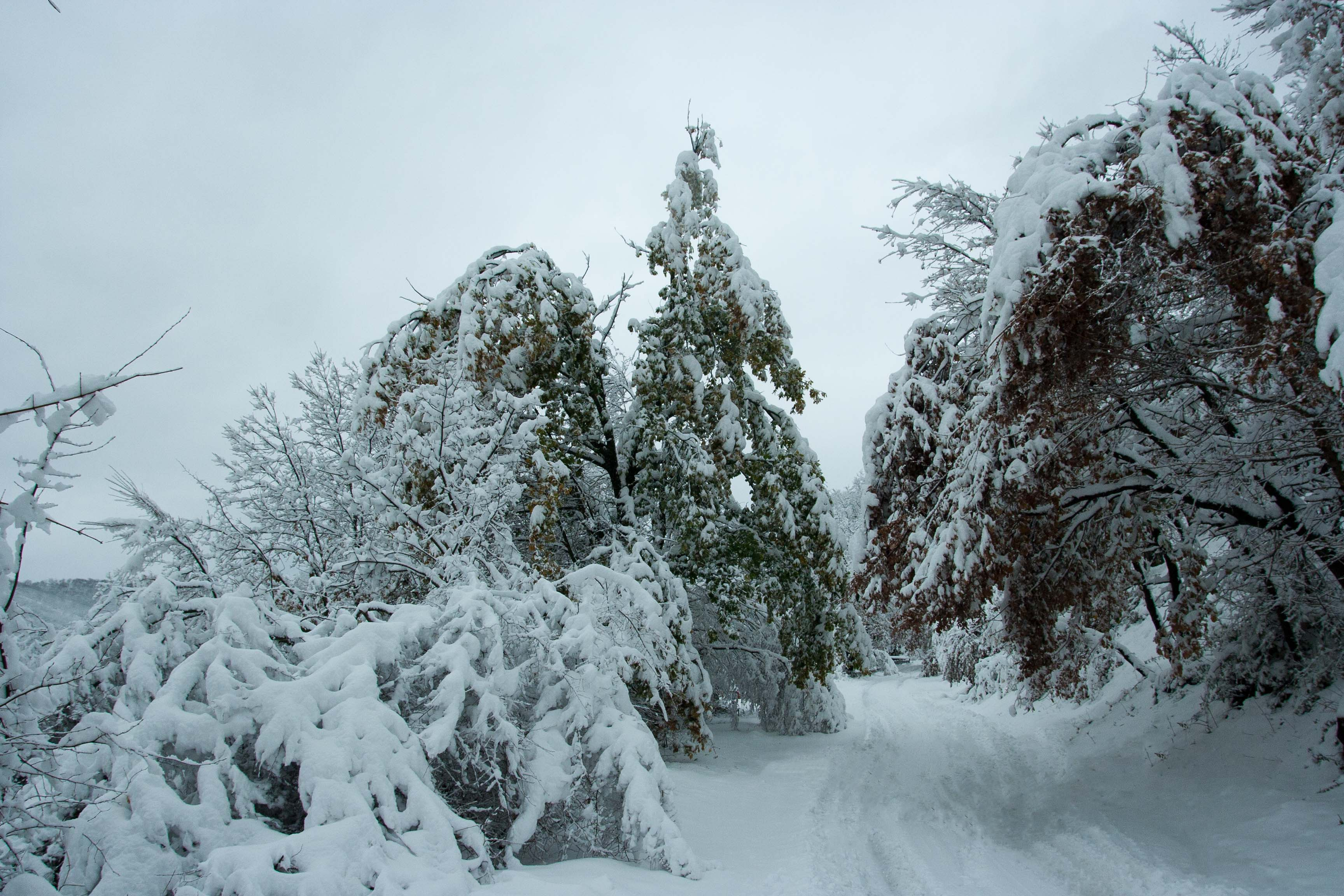
Marzano Appio - Strada verso Roccamonfina in inverno
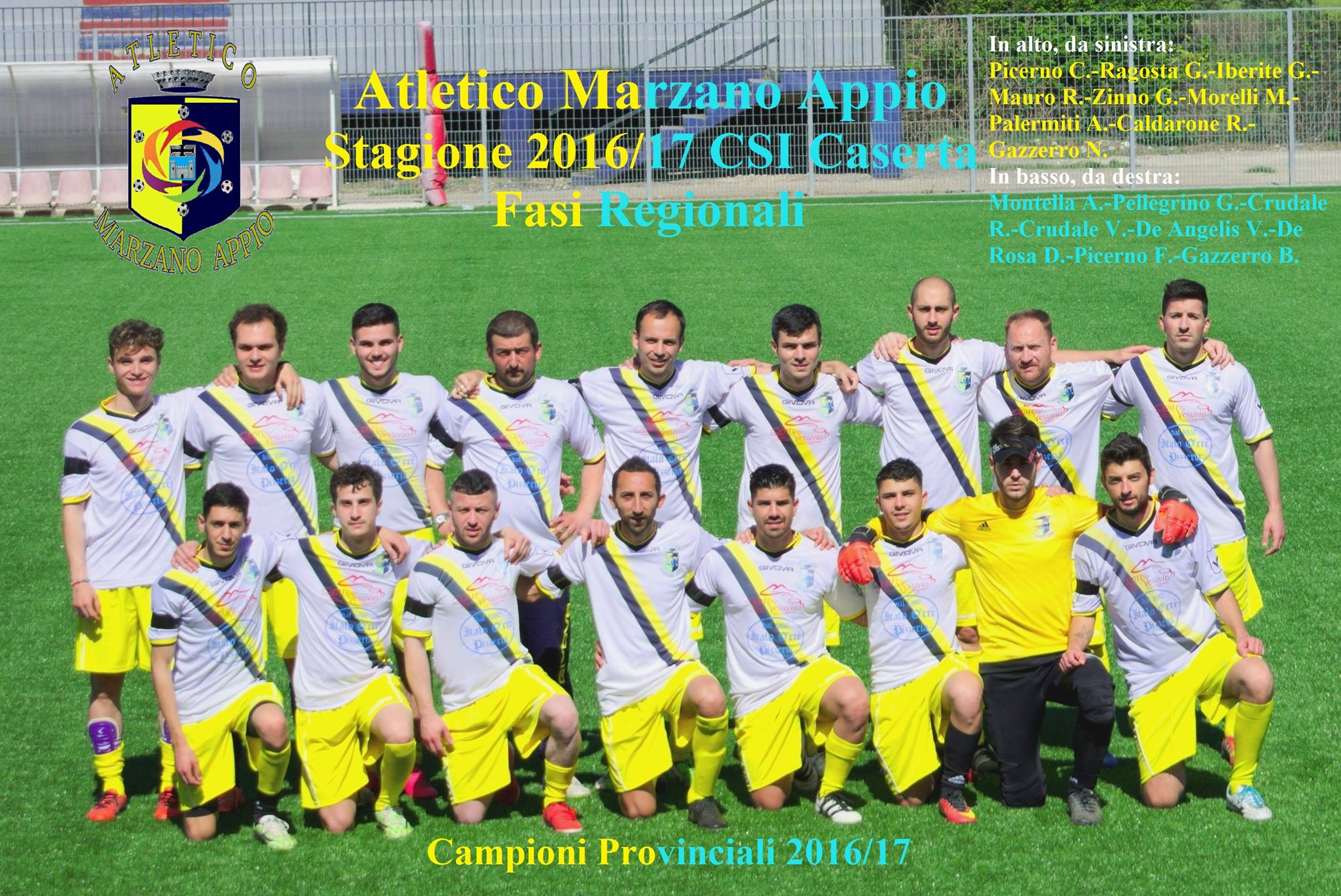
L'Atletico Marzano Appio accede alle Fasi Regionali dopo la conquista del Campionato CSI Caserta 2016/17.
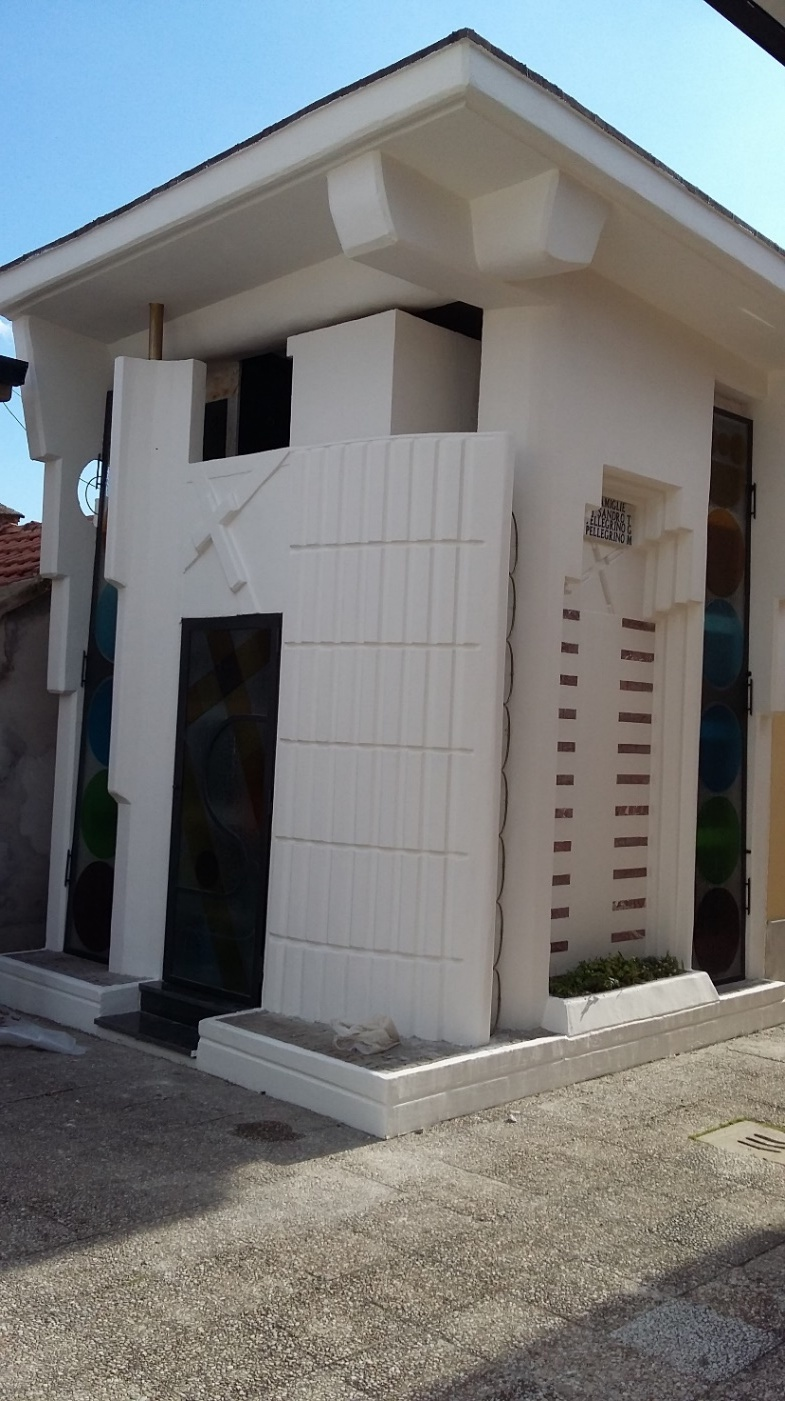
Cappella gentilizia presso il cimitero di S. Bernardino, Marzano Appio (1995).
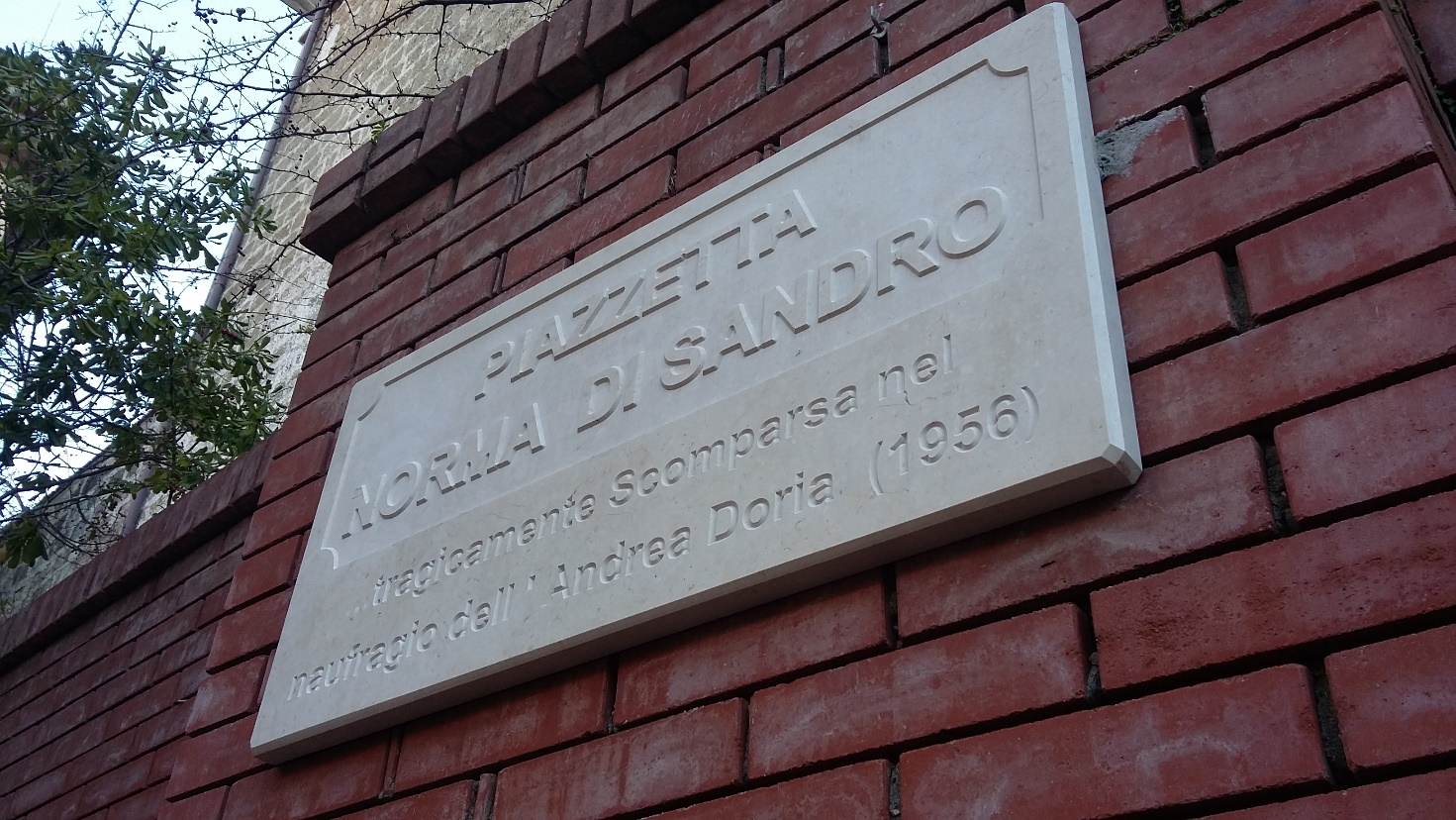
Lastra in marmo apposta nel 2021 in piazzetta Norma Di Sandro.
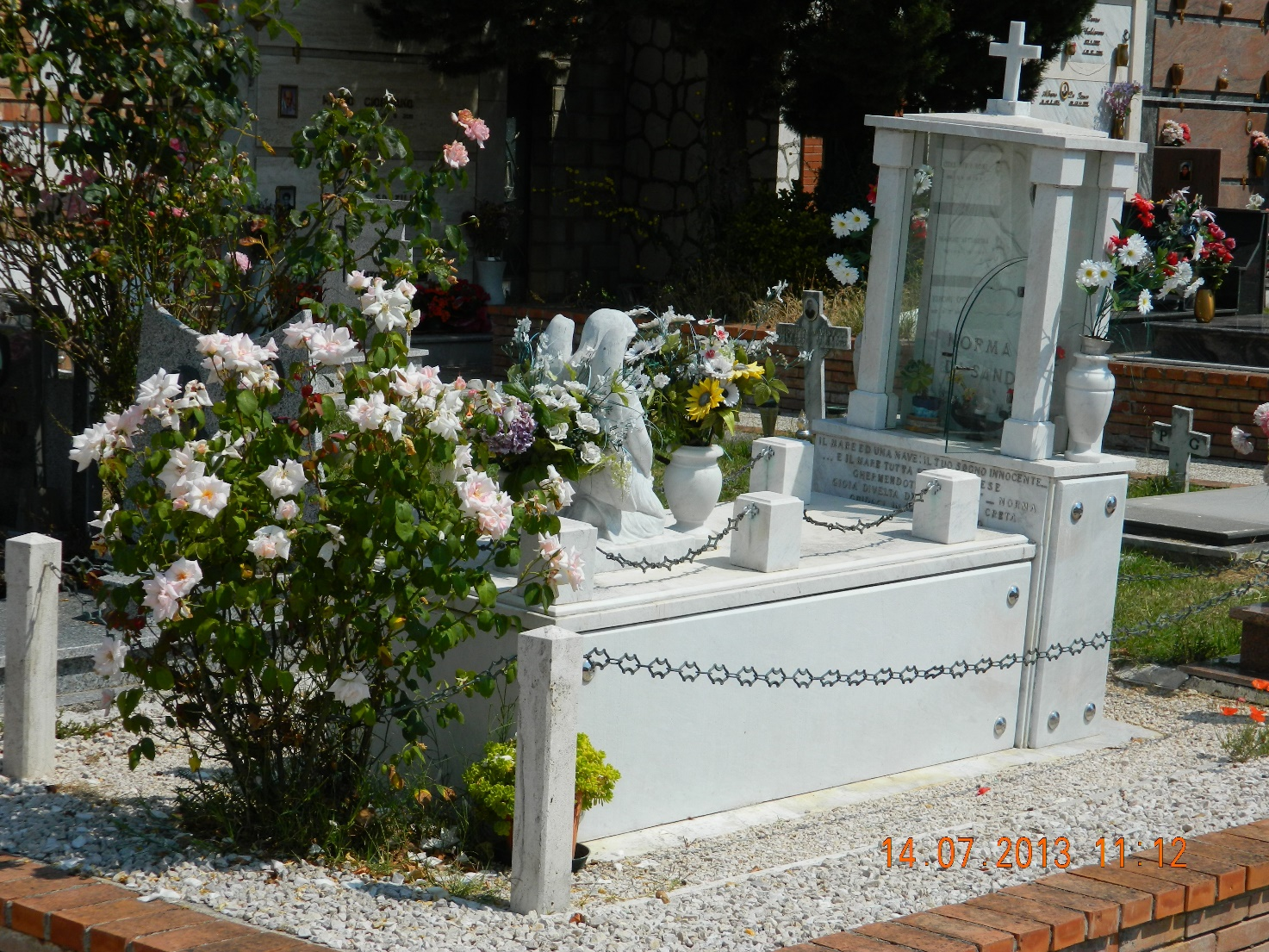
Sepolcro di Norma Di Sandro, giovanissima vittima del naufragio dell'Andrea Doria, a Marzano Appio (1966-1972, restauri 2010 e 2019).
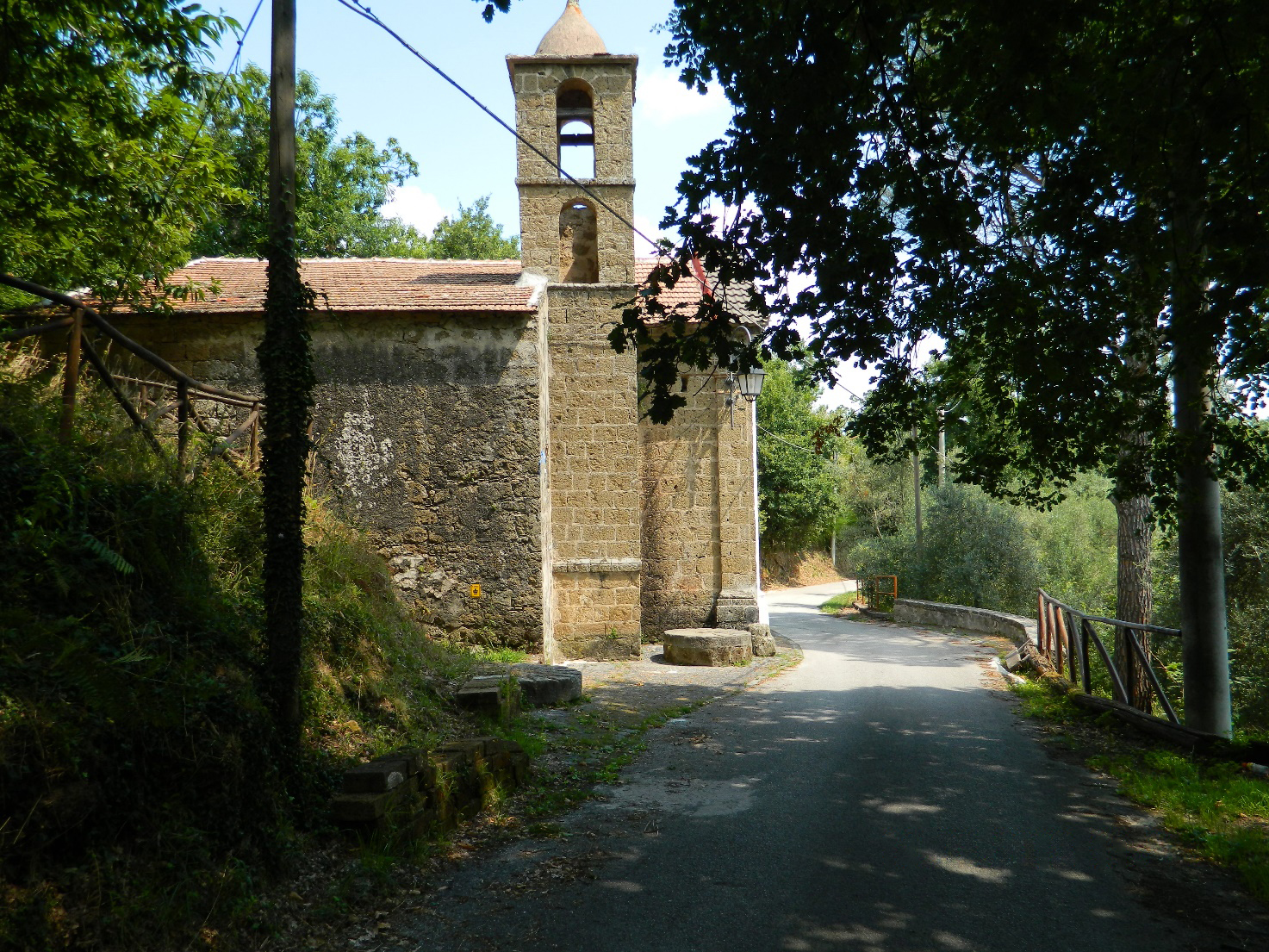
La storica Frazione Macini, dove iniziano (incipit) i tre romanzi dello scrittore Ermanno Di Sandro sull’affondamento dell'Andrea Doria.